# Wilmington Island
Wilmington Island é uma Região censo-designada localizada no estado americano de Geórgia, no Condado de Chatham.

## Demografia
Segundo o censo americano de 2000, a sua população era de 14.213 habitantes.

## Geografia
De acordo com o United States Census Bureau tem uma área de
24,5 km², dos quais 21,9 km² cobertos por terra e 2,6 km² cobertos por água.

## Localidades na vizinhança
O diagrama seguinte representa as localidades num raio de 16 km ao redor de Wilmington Island.